# Leende dansmusik 93
Leende dansmusik 93 är ett studioalbum från 1993 av det svenska dansbandet Matz Bladhs. Leende dansmusik 93 gavs även ut på VHS-kassett innehållande liveframträdande och presentation av bandmedlemmarna.

## Låtlista
1. I en gul luftballong (Paul Sahlin)
2. Ingen vind, ingen våg (Paul Sahlin-Monica Forsberg)
3. Som en blixt från klarblå himmel (Paul Sahlin)
4. Även bland törnen finns det rosor (Thore Skogman)
5. Skona mitt hjärta (Pick up the Pieces) (John Finneran-Olle Bergman)
6. Jag saknar dig innan du går (Peter Åhs)
7. Tusentals gånger (Hans Rytterström-Keith Almgren)
8. Livets stora gåta (Paul Sahlin)
9. Om och om igen (Paul Sahlin)
10. Solitaire (instrumental) (Neil Sedaka-Philip Cody)
11. Du har gjort min gråa värld till guld igen (When My Blue Moon Turns to Gold Again) (Gene Sullivan-Wiley Walker-Börje Carlsson)
12. Alla har en dröm (Björn Terje Bråthen-Per Hermansson)
13. Ingenting (har du sagt till mig om kärlek) (Silent Lips) (Clyde Otis-Vin Curse-Kai Robert)
14. Ett av dom sätt (Peter LeMarc)